# Mittonia carcassoni
Mittonia carcassoni är en fjärilsart som beskrevs av Paul E. Whalley 1964. Mittonia carcassoni ingår i släktet Mittonia och familjen mott. Inga underarter finns listade i Catalogue of Life.